# Podofomes
Podofomes Pouzar (smolusznik, smolucha) – rodzaj grzybów z rodziny żagwiowatych (Polyporaceae). Należą do niego trzy gatunki, w Polsce występują dwa gatunki.

## Systematyka i nazewnictwo
Pozycja w klasyfikacji według Index Fungorum: Polyporaceae, Polyporales, Incertae sedis, Agaricomycetes, Agaricomycotina, Basidiomycota, Fungi.
Polską nazwę zaproponował Władysław Wojewoda w 2003 r., Stanisław Domański używał nazwy smolucha.

## Gatunki
- Podofomes corrugis (Fr.) Pouzar 1966
- Podofomes mollis (Sommerf.) Gorjón 2020 – tzw. jamczatka wielkopora
- Podofomes pyrenaicus F. Rath 1988
- Podofomes stereoides (Fr.) Gorjón 2020 – tzw. jamczatka drobnopora, żagwiak drobnopory
- Podofomes trogii (Fr.) Pouzar 1971 – smolusznik jodłowy

Nazwy naukowe na podstawie Index Fungorum. Nazwy polskie według Władysława Wojewody i rekomendacji Komisji ds. Polskiego Nazewnictwa Grzybów przy Polskim Towarzystwie Mykologicznym.